# Bet Salom
Elisabet Salom Pons (Mahón, Menorca, 20 de enero de 1989), conocida como Bet Salom, es una ex gimnasta rítmica española que compitió en la modalidad de conjuntos, siendo olímpica en Pekín 2008. Logró 2 medallas de plata en la Final de la Copa del Mundo de Benidorm (2008) y posee además 2 medallas en pruebas de la Copa del Mundo, entre otras preseas en diversas competiciones internacionales.

## Biografía deportiva

### Inicios
Comenzó en la gimnasia rítmica a los 6 años como una actividad extraescolar de su colegio en San Luis. Siguió practicándola en el Colegio Cormar de Mahón, para posteriormente ingresar en el Club CIR Alayor. Abandonó el club en 2005 tras ser solicitada por la seleccionadora nacional.

### Etapa en la selección nacional
En octubre de 2005 es reclamada para formar parte de la selección nacional de gimnasia rítmica de España en la modalidad de conjuntos. Entrenó desde entonces una media de 8 horas diarias en el Centro de Alto Rendimiento de Madrid a las órdenes de la seleccionadora Anna Baranova y la entrenadora Sara Bayón. Aunque en marzo de 2006 participa como titular en el Grand Prix de Thiais, es en 2007 cuando se convierte en gimnasta titular habitual del conjunto. En abril de 2007, en la prueba de la Copa del Mundo disputada en Portimão, el conjunto consigue el 5.º puesto en el concurso general y el 6.º tanto en la final de 5 cuerdas como en la de 3 aros y 4 mazas. En mayo obtiene la medalla de plata tanto en el concurso general como en la final de 3 aros y 4 mazas de la prueba de la Copa del Mundo disputada en Nizni Nóvgorod, además del 4.º puesto en 5 cuerdas. En septiembre de ese mismo año disputó el Campeonato del Mundo de Patras. El conjunto obtuvo el 5.º puesto en el concurso general, lo que les dio la clasificación para los Juegos Olímpicos de Pekín 2008. También lograron el 6.º puesto tanto en 5 cuerdas como en 3 aros y 4 mazas. En diciembre disputaron el Preolímpico de Pekín, obteniendo el 8.º puesto en el concurso general. El conjunto titular lo integrarían ese año Bet, Bárbara González Oteiza, Lara González, Isabel Pagán, Ana María Pelaz y Verónica Ruiz.

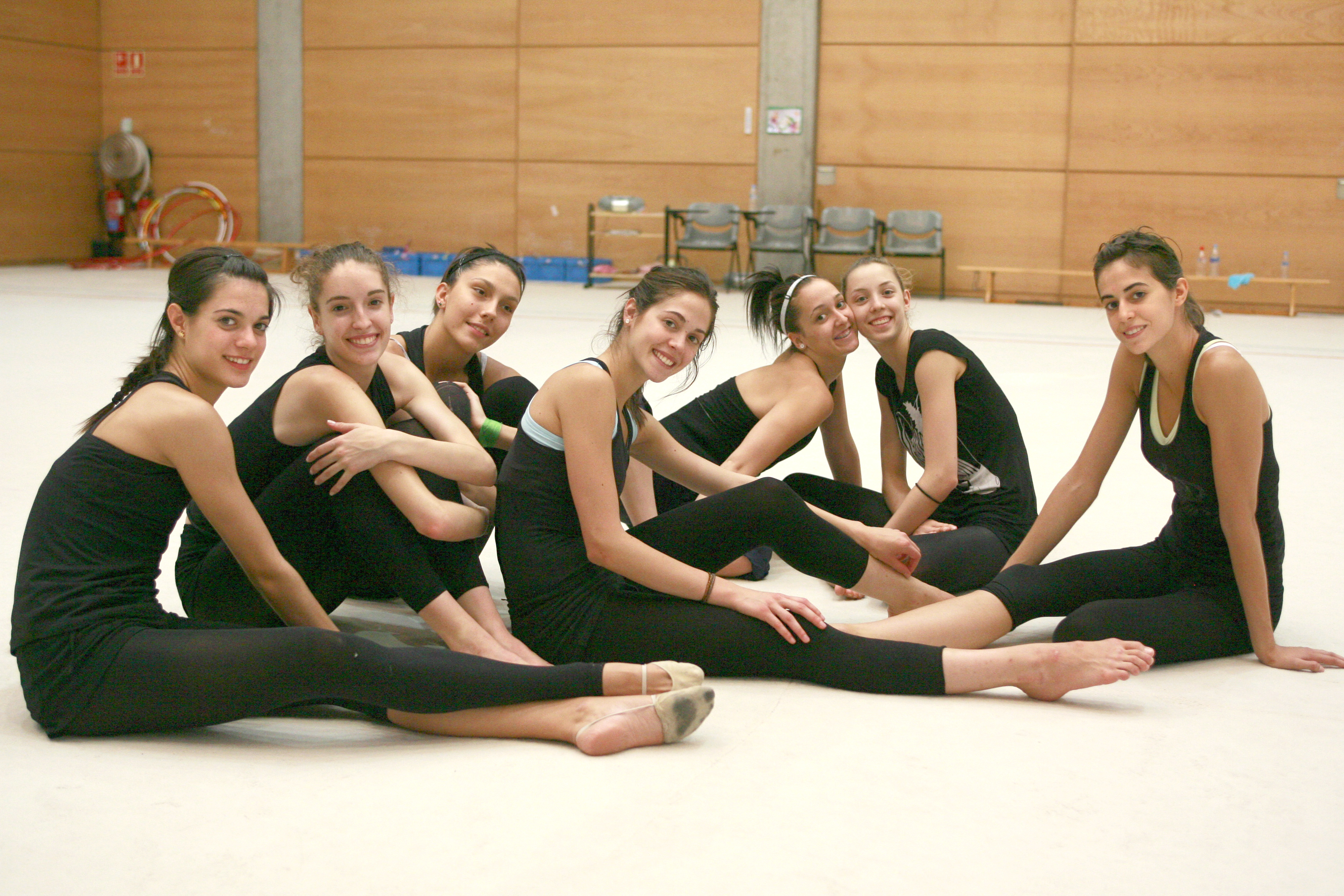
Bet (primera por la izquierda) con el resto del conjunto español en el CAR de Madrid (2007).

Para esta época, además de las titulares, en la concentración preparatoria de los Juegos se encontraban otras gimnastas entonces suplentes como Sandra Aguilar, Cristina Dassaeva, Sara Garvín, Violeta González o Lidia Redondo. En junio de 2008 tuvo lugar el Campeonato de Europa de Turín, donde el conjunto logró el 6.º puesto en el concurso general y el 4.º puesto tanto en 5 cuerdas como en 3 aros y 4 mazas. En agosto de ese año participó en los Juegos Olímpicos de Pekín 2008, siendo la segunda olímpica menorquina de la historia. El conjunto solo pudo obtener la 11.ª posición en la fase de calificación, después de cometer varios errores en el segundo ejercicio, el de 3 aros y 4 mazas. Esto hizo que el equipo no pudiera meterse en la final olímpica. Posteriormente Salom se tatuó los aros olímpicos y el nombre de los Juegos en el pie derecho. En octubre de ese mismo año lograría dos medallas de plata en la Final de la Copa del Mundo disputada en Benidorm, tanto en la competición de 5 cuerdas como en la de 3 aros y 4 mazas. El conjunto estaba integrado por las mismas gimnastas que fueron a Pekín: Bet, Bárbara González Oteiza, Lara González, Isabel Pagán, Ana María Pelaz y Verónica Ruiz.
En marzo de 2009, Bet decidió abandonar la competición debido a la decisión de la seleccionadora nacional Efrossina Angelova de aumentar el número de horas de entrenamientos, lo que los hacía incompatibles con sus estudios de INEF. En diciembre de 2009 volvió a competir a nivel nacional con el Club Distrito III en la modalidad de conjuntos en 1.ª categoría en el Campeonato de España de Conjuntos celebrado en Valladolid, logrando el 8.º puesto en la general. En febrero de 2010 recibe el Premio Ramon Llull del Gobierno de las Islas Baleares. Hacia marzo comienza a ser entrenada por Sara Bayón en el Club Gimnasia Rítmica Arganda y en abril anuncia su vuelta a la competición como gimnasta individual en el Club CIR Alayor, participando en mayo en la Copa de España Reina Sofía como miembro de la Federación Balear, donde logra el 5.º puesto por autonomías, el 6.º en aro, el 4.º en cinta y el 9.º en cuerda. También practicó durante un tiempo gimnasia estética junto a otras exgimnastas nacionales como Sonia Abejón, Nuria Artigues, Rebeca García, Sara Garvín, Bárbara González Oteiza, Lara González, Marta Linares e Isabel Pagán. En 2011 se confirmó su vuelta a la selección en la modalidad de conjuntos, en la que permanece hasta 2012, aunque no sería convocada a las competiciones del equipo.

### Retirada de la gimnasia
Entre los reconocimientos recibidos por Bet se encuentran el Premio Accésit 1 en las Distinciones Deportivas de 2006 del Consejo Insular de Menorca (2008), el nombramiento como Socio de Honor del Menorca Bàsquet (2009), la distinción de bronce en la categoría olímpica de las Distinciones Deportivas de 2008 del Consejo Insular de Menorca (2009) y el Premio Ramon Llull del Gobierno de las Islas Baleares (2010).

«En reconocimiento a su trayectoria deportiva que la convierte en la segunda olímpica menorquina de la historia y por ser un ejemplo de trabajo, esfuerzo, perseverancia y espíritu de superación, que la llevaron a la participación en los Juegos Olímpicos de Pekín. Por su nuevo papel de formadora dentro del proyecto deportivo de perfeccionamiento de la gimnasia rítmica menorquina».
—Motivación para la concesión del Premio Ramón Llull (2010)

Actualmente Bet estudia INEF en Madrid y forma parte de un programa de tecnificación de gimnasia rítmica promovido por el Gobierno Balear, el Consejo Insular de Menorca y ella misma, que busca nuevos talentos en las Islas Baleares. También entrena al club de gimnasia rítmica BS Menorca Rítmica con su hermana Elsa, y es Juez Internacional de gimnasia rítmica.

## Equipamientos
| Período      | Proveedor       |
| ------------ | --------------- |
| 2005 - 2006  | Li-Ning         |
| 2006 - 2008  | Austral         |
| 2008 - 2009  | Dvillena Esport |
| 2008 (JJ.OO) | Li-Ning         |
| 2011 - 2012  | Mercury         |

## Música de los ejercicios
| Año         | Aparatos         | Música |
| ----------- | ---------------- | --- |
| 2005 - 2006 | 5 cintas         | «El conquistador» de Maxime Rodriguez. |
| 2006 - 2007 | 3 aros y 4 mazas | «Tristan & Iseult» de Maxime Rodriguez. |
| 2007        | 5 cuerdas        | Temas «Be», «Mayumana», «DJ I» y «Batucada», de Mayumana. |
| 2008        | 5 cuerdas        | Medley de varios temas, entre ellos «Asesinato del padre» de la banda sonora de Salomé (compuesta por Roque Baños), y «One» y «Capitán Casanova» de Rodrigo y Gabriela. |
| 2008        | 3 aros y 4 mazas | «Apocalypse Warrior (Drone)», «Voices of War (Emotional Version Featuring Female Vocal)», «Apocalypse Warrior (Orchestral Action Version)», «Voices of War (Action Version Featuring Choral)», «Apocalypse Warrior (Emotional Version Featuring Female Vocal)» y «New Empire (Orchestral Action version)», todos del álbum The Final Combat de Philippe Guez y Patrick Maarek. |
| 2010        | Cinta            | Versión instrumental de «Nothing Else Matters» de Metallica por Vitamin String Quartet. |

## Palmarés deportivo

### Selección española
| 2006 - Grand Prix de Thiais Desconocido 2007 - Prueba de la Copa del Mundo en Portimão 5.º puesto en concurso general 6.º puesto en 5 cuerdas 6.º puesto en 3 aros y 4 mazas - Prueba de la Copa del Mundo en Nizni Nóvgorod Plata en concurso general 4.º puesto en 5 cuerdas Plata en 3 aros y 4 mazas - Prueba de la Copa del Mundo en Génova 6.º puesto en concurso general 5.º puesto en 5 cuerdas 5.º puesto en 3 aros y 4 mazas - Campeonato del Mundo de Patras 5.º puesto en concurso general 6.º puesto en 5 cuerdas 6.º puesto en 3 aros y 4 mazas - Preolímpico de Pekín 8.º puesto en concurso general 2008 - Prueba de la Copa del Mundo en Portimão 6.º puesto en concurso general 7.º puesto en 5 cuerdas 6.º puesto en 3 aros y 4 mazas | 2008 (continuación) - Grand Prix de Marbella / Andalucía Cup de Conjuntos Oro en 5 cuerdas - Prueba de la Copa del Mundo en Minsk 5.º puesto en concurso general 5.º puesto en 5 cuerdas 5.º puesto en 3 aros y 4 mazas - Campeonato de Europa de Turín 6.º puesto en concurso general 4.º puesto en 5 cuerdas 4.º puesto en 3 aros y 4 mazas - Juegos Olímpicos de Pekín 2008 11.º puesto en calificación - Final de la Copa del Mundo en Benidorm Plata en 5 cuerdas Plata en 3 aros y 4 mazas |

## Premios, reconocimientos y distinciones
- Premio Accésit 1 en las Distinciones Deportivas de 2006 del Consejo Insular de Menorca (2008)[19]
- Socio de Honor del Menorca Bàsquet (2009)[20]
- Distinción de bronce en la categoría olímpica de las Distinciones Deportivas de 2008 del Consejo Insular de Menorca (2009)[21]
- Premio Ramon Llull del Gobierno de las Islas Baleares (2010)[9]

## Filmografía

### Programas de televisión
| Programas de televisión | Programas de televisión | Programas de televisión | Programas de televisión |
| Año                     | Título                  | Cadena                  | Notas                   |
| ----------------------- | ----------------------- | ----------------------- | ----------------------- |
| 2007                    | Olímpicos. ADO 2008     | La 2 de TVE             | Aparición en reportaje  |

### Publicidad
- Campaña «La otra cara de la medalla» para el Programa ADO, consistente en una sesión fotográfica y un anuncio de televisión realizado por Jaume de Laiguana (2008).[22]